# Valhalla (tegnefilm)
 For alternative betydninger, se Valhalla. (Se også artikler, som begynder med Valhalla)
Valhalla er en dansk tegnefilm fra 1986, instrueret af den danske tegner Peter Madsen og den amerikanske animator Jeffrey James Varab, og baseret på Peter Madsens tegneserie af samme navn. Filmens manuskript blev skrevet af Peter Madsen og Henning Kure. Jakob Stegelmann var produktionsleder, men måtte forlade projektet inden det blev færdiggjort.
Filmens produktion var genstand for en række skandaler, bl.a. den største budgetoverskridelse i dansk filmhistorie, men den færdige film solgte flere billetter end nogen anden dansk film det år, og tegnernes erfaringer dannede basis for en markant opblomstring af den danske animationsbranche. Den solgte 578.830 i de danske biografer.
I 1987 modtog filmen Publikumsprisen for bedste børne- og ungdomsfilm på Filmfestivalen i Cannes.
I februar 2003 blev der startet en underskriftsindsamling for at få filmen udgivet på dvd. Da der var indsamlet 2000 underskrifter lovede Sandrew/Metronome lovet at udgive filmen og  indsamlingen blev stoppet. Filmenen blev udgivet i to udgaver og fik endda lov til at vende tilbage til biografens store lærred med repremiere den 18. juli 2003.

## Stemmer
Filmen blev animeret til et engelsksproget lydspor, som derfor er filmens originale og kan høres på dvd'en. Det danske lydspor blev skrevet og indtalt efter filmens færdiggørelse og følger derfor ikke mundbevægelserne helt præcist.
| Figur                                   | Original stemme     | Dansk stemme       | Svensk stemme       | Tysk stemme         |
| --------------------------------------- | ------------------- | ------------------ | ------------------- | ------------------- |
| Thor                                    | Stephen Thorne      | Dick Kaysø         | Ernst Günther       | Christopher Lee     |
| Loke                                    | Allan Corduner      | Preben Kristensen  | Ernst-Hugo Järegård | Hans Clarin         |
| Tjalfe                                  | Alexander Jones     | Marie Ingerslev    | Peter Zell          | Sven Hasper         |
| Røskva                                  | Suzanne Jones       | Laura Bro          | Kyri Sjöman         | Radost Bokel        |
| Odin                                    | Mark Lewis Jones    | Nis Bank-Mikkelsen | Gunnar Öhlund       | Christopher Lee     |
| Udgårdsloke                             | Michael Elphick     | Nis Bank-Mikkelsen | Gunnar Öhlund       | Wolfgang Hess       |
| Hymer                                   | John Hollis         | Benny Hansen       | Thomas Ungewitter   | Arne Elsholtz       |
| Mimer                                   | Christian Marschall | Jesper Klein       | Ernst Günther       | Christian Marschall |
| Jætteungen Quark                        | Thomas Eje          | Thomas Eje         | Thomas Eje          | Thomas Eje          |
| Hugin                                   |                     | Claus Ryskjær      | Margret Andersson   | Arne Elsholtz       |
| Munin                                   |                     | Kirsten Rolffes    | Thomas Ungewitter   | Michael Habeck      |
| Tjalfe/Røskvas mor                      |                     | Kirsten Rolffes    | Margret Andersson   | Monika John         |
| Tjalfe/Røskvas far                      |                     | Jesper Klein       | Thomas Ungewitter   | Walter Reichelt     |
| Sif                                     | Dagmar Heller       | Susse Wold         | Margret Andersson   | Dagmar Heller       |
| Elle                                    |                     | Susse Wold         |                     | Alice Franz         |
| Rolf Sildeskind (krediteret som "Rolf") |                     | Olaf Nielsen       | Thomas Ungewitter   | Manfred Erdmann     |